# ضرسميات
الضرسميات أو عث الخشب (الاسم العلمي Xyloryctidae)، فصيلة حشرات من العث ورتبة حرشفيات الأجنحة.